# Bad Sex in Fiction Award
O Bad Sex in Fiction Award é um prêmio, criado em 1993 pela revista britânica Literary Review que seleciona e reconhece as piores descrições de momentos de amor e loucura nos livros. O vencedor leva pra casa um troféu com uma mulher seminua caída sobre um livro, que dizem ser uma representação do sexo nos anos 1950.

## Vencedores
- 1993: Melvyn Bragg, A Time to Dance
- 1994: Philip Hook, The Stonebreakers
- 1995: Philip Kerr, Gridiron
- 1996: David Huggins, The Big Kiss: An Arcade Mystery
- 1997: Nicholas Royle, The Matter of the Heart
- 1998: Sebastian Faulks, Charlotte Gray
- 1999: A. A. Gill, Starcrossed
- 2000: Sean Thomas, Kissing England
- 2001: Christopher Hart, Rescue Me
- 2002: Wendy Perriam, Tread Softly
- 2003: Aniruddha Bahal, Bunker 13
- 2004: Tom Wolfe, I Am Charlotte Simmons
- 2005: Giles Coren, Winkler
- 2006: Iain Hollingshead, Twenty Something
- 2007: Norman Mailer (póstumo), The Castle in the Forest [2]
- 2008: Rachel Johnson, Shire Hell[3]; John Updike (Preis für das Lebenswerk)[4]
- 2009: Jonathan Littell, The Kindly Ones [5]
- 2010: Rowan Somerville, The Shape of Her
- 2011: David Guterson, Ed King
- 2012: Nancy Huston, Infrared
- 2013: Manil Suri, The City of Devi
- 2014: Ben Okri, The Age of Magic
- 2015: Morrissey, List of the Lost
- 2016: Erri De Luca, The Day Before Happiness
- 2017: Christopher Bollen, The Destroyers
- 2018: James Frey, Katerina